# Viola conspersa
Viola conspersa là một loài thực vật có hoa trong họ Hoa tím. Loài này được Rchb. miêu tả khoa học đầu tiên năm 1823.